# Vologodska oblast
Vologodska oblast (ruski: Волого́дская о́бласть) je federalni subjekt Ruske Federacije.
Površine je 145.700 km². Broj stanovnika: 1.269.568 (2002. sveruski popis stanovništva). Najveći grad je Čerepovec, ali upravno je sjedište grad Vologda.
Vologodska oblast je bogata povijesnim spomenicima, kao što su veličanstveni Kirillo-Belozjorski samostan, Ferapontov samostan (na UNESCO-ovom popisu svjetske baštine), srednjovjekovni gradovi Veliki Ustjug i Belozjorsk, barokne crkve Totma i Ustjužna i dr.

## Zemljopis
Vologodska oblast na sjeveru graniči s Arhangelskom oblašću, na istoku Kirovskom oblašću, na sjeveroistoku s Kostromskom oblašću, na jugoistoku s Jaroslavskom oblašću, na sjeverozapadu s Tverskom oblašću, na jugozapadu s Novgorodskom oblašću, na zapadu s Lenjingradskom oblašću te na sjeverozapadu s ruskom republikom Karelijom.

## Upravne podjele

### Rajoni
Vologodska oblast se dijeli na ove rajone (nom.mn. ruski: районы):
- Babajevski rajon (Бабаевский)
- Babuškinski rajon (Бабушкинский)
- Belozjorski rajon (Белозерский)
- Čagodoščenski rajon (Чагодощенский)
- Čerepovecki rajon (Череповецкий)
- Grjazovecki rajon (Грязовецкий)
- Kadujski rajon (Кадуйский)
- Harovski rajon (Харовский)
- Kič-Gorodecki rajon (Кич-Городецкий)
- Kirillovski rajon (Кирилловский)
- Meždurečenski rajon (Междуреченский)
- Nikolski rajon (Никольский)
- Njuksenski rajon (Нюксенский)
- Šeksninski rajon (Шекснинский)
- Sokolski rajon (Сокольский)
- Sjamženski (Сямженский)
- Tarnogski rajon (Тарногский)
- Totemski rajon (Тотемский)
- Ust-Kubinski rajon (Усть-Кубинский)
- Ustjuženski rajon (Устюженский)
- Vaškinski rajon (Вашкинский)
- Velikoustjužski rajon (Великоустюжский)
- Verhovažski rajon (Верховажский)
- Vologodski rajon (Вологодский)
- Vožegodski rajon (Вожегодский)
- Vitegorski rajon (Вытегорский)

### Veći gradovi
- Čerepovec
- Sokol
- Veliki Ustjug
- Vologda

## Vanjske poveznice
- Vlada Vologdske oblasti (na ruskom, engleskom i njemačkom)  Arhivirana inačica izvorne stranice od 13. prosinca 2004. (Wayback Machine), službene stranice.